# GB積
GB積（ジービーせき、Gain Band width product、利得帯域幅積）とは、増幅器の特性をあらわす指標のひとつ。増幅器の開ループ利得Aと、利得が半減 (3 dB 減衰) する周波数fcの積であり、単位にはヘルツ [Hz] を用いる。
たとえば、利得が10倍で低域遮断周波数が2 MHzのオペアンプならば
{\displaystyle \mathrm {GBW} =A\cdot f_{\rm {c}}=10\cdot 2~\mathrm {MHz} =20~\mathrm {MHz} }
となる。
GB積の大きなオペアンプは、より高い周波数帯域まで安定して増幅することができる。